# Entosthodon jamesonii
Entosthodon jamesonii är en bladmossart som beskrevs av Mitten 1851. Entosthodon jamesonii ingår i släktet koppmossor, och familjen Funariaceae. Inga underarter finns listade i Catalogue of Life.